# وارشاوا (سرزمین آلتای)
وارشاوا (به لاتین: Varshava) یک منطقهٔ مسکونی در روسیه است که در سرزمین آلتای واقع شده‌است. وارشاوا ۳۵ نفر جمعیت دارد.